# Камерон (Техас)
Камерон (англ. Cameron) — город в штате Техас (США), расположенный примерно в 90 км северо-восточнее Остина и в 190 км северо-западнее Хьюстона. Колдспринг является окружным центром округа Майлам. Согласно Бюро переписи населения США, по переписи 2010 года население Камерона составляло 5552 человека.

## История

Расположение Камерона в округе Майлам, а также округа Майлам в штате Техас

Камерон был основан в 1846 году в качестве нового центра округа Майлам. Он был назван в честь топографа Юэна Камерона (Ewen Cameron). В том же 1846 году было построено первое здание окружного суда.
В первые десятилетия Камерон развивался медленно — одной из основных причин этого была транспортная изоляция. Два раза, в 1874 и 1880 годах, проводились голосования о переносе окружного центра в Рокдейл (к которому к тому времени уже была подведена железная дорога), но в обоих случаях это предложение не набирало нужного числа голосов.
В 1881 году к Камерону была подведена железная дорога Gulf, Colorado and Santa Fe Railway, а через десять лет после этого — вторая железная дорога, San Antonio and Aransas Pass Railway. Это привело к быстрому росту населения — если в 1878 году в Камероне проживало около 500 человек, то в 1884 году их уже было около 800, а к 1892 году — около 2000. В 1889 году Камерон получил статус города.
В XIX веке существенной статьёй дохода города было выращивание хлопка. После того как в соседнем округе Уильямсон была открыта нефть, её поиски начались и в округе Майлам. В результате в 1921 году вблизи Камерона было открыто нефтяное месторождение Минерва—Рокдейл (англ. Minerva-Rockdale field), что привело к дальнейшему экономическому развитию региона. В 1950-х годах компанией Alcoa у Камерона был построен завод по производству алюминия .

## Население
Согласно переписи населения 2010 года, в Камероне проживали 5552 человека, включая 2057 домашних хозяйств.
Расовый состав:
- 65,6 % белых
- 20,2 % чёрных и афроамериканцев
- 0,6 % коренных американцев
- 0,4 % азиатов
- 12 % других рас
- 1,2 % принадлежащих к двум или более расам

Доля испаноязычных жителей любых рас составила 33,6 %.
Возрастное распределение: 28,9 % младше 18 лет (из них 8,1 % младше 5 лет), 54,2 % от 18 до 64 лет, и 16,9 % возраста 65 лет и старше. На каждые 100 женщин было 93,4 мужчин (то есть 51,7 % женщин и 48,3 % мужчин).

## География
Камерон расположен в центре округа Майлам, у реки Литл-Ривер, которая является притоком реки Бразос. Камерон находится примерно в 90 км северо-восточнее Остина (столицы штата Техас) и в 190 км северо-западнее Хьюстона.

## Климат
| Показатель                    | Янв.  | Фев. | Март | Апр. | Май  | Июнь | Июль | Авг. | Сен. | Окт. | Нояб. | Дек.  | Год   |
| ----------------------------- | ----- | ---- | ---- | ---- | ---- | ---- | ---- | ---- | ---- | ---- | ----- | ----- | ----- |
| Абсолютный максимум, °C       | 32,2  | 36,7 | 37,8 | 37,8 | 40,6 | 41,7 | 45,6 | 45,0 | 43,3 | 41,1 | 32,8  | 31,1  | 45,6  |
| Средний суточный максимум, °C | 16,1  | 18,4 | 22,5 | 26,6 | 29,8 | 33,2 | 35,4 | 35,9 | 32,8 | 27,9 | 21,8  | 17,1  | 26,4  |
| Средний суточный минимум, °C  | 3,4   | 5,3  | 9,1  | 13,4 | 17,8 | 21,3 | 22,7 | 22,5 | 19,7 | 14,2 | 8,6   | 4,4   | 13,6  |
| Абсолютный минимум, °C        | −21,7 | −15  | −9,4 | −2,2 | 4,4  | 8,3  | 14,4 | 13,9 | 5,0  | −3,9 | −9,4  | −16,7 | −21,7 |
| Норма осадков, мм             | 63    | 67   | 64   | 87   | 114  | 76   | 45   | 50   | 84   | 84   | 75    | 76    | 886   |
| Источник: www.weatherbase.com |       |      |      |      |      |      |      |      |      |      |       |       |       |

## Образование
Школы Камерона принадлежат Камеронскому независимому школьному округу (англ. Cameron Independent School District).
В Камероне также находится отделение («образовательный центр» — Cameron Education Center) Темпловского колледжа.

## Транспорт
- Автомобильное сообщение
  - Основные автомобильные дороги, пересекающие Камерон:
    -  US 190 (англ. US Highway 190) и  шоссе 36 штата Техас (англ. State Highway 36), слившись вместе, подходят к Камерону с запада (со стороны Темпла) и продолжаются на юго-восток, в сторону Милано[англ.].
    -  US 77 (англ. US Highway 77) подходит к Камерону с севера (со стороны Уэйко) и продолжается на юго-восток, а затем на юг, в сторону Рокдейла[англ.].

## Фотогалерея
|  |  |  |  |